# Coteana
Coteana è un comune della Romania di 2 936 abitanti, ubicato nel distretto di Olt, nella regione storica della Muntenia.